# غالا غوردون
غالا غوردون (بالإنجليزية: Gala Gordon)‏ هي ممثلة بريطانية، ولدت في 26 مارس 1991 في Bryanston ‏ في المملكة المتحدة.

## وصلات خارجية
- غالا غوردون على موقع IMDb (الإنجليزية)
- غالا غوردون على موقع ألو سيني (الفرنسية)
- غالا غوردون على موقع قاعدة بيانات الفيلم (الإنجليزية)
- غالا غوردون على موقع كينوبويسك (الروسية)